# يارومير هولوب
يارومير هولوب (مواليد 17 ديسمبر 1954) هو مبارز بالسيف تشيكوسلوفاكي، مثّل بلاده في الألعاب الأولمبية الصيفية 1980.

## روابط رياضية
يارومير هولوب على موقع أوليمبيديا (الإنجليزية)
- يارومير هولوب على موقع اللجنة الأولمبية التشيكية (التشيكية)